# Frauenliebe und -leben
Frauenliebe und -leben op. 42 ist ein 1840 komponierter Liederzyklus von Robert Schumann für mittlere Stimme und Klavier auf Texte aus dem 1830 erschienenen gleichnamigen Gedichtzyklus von Adelbert von Chamisso, in dem der Lebensweg einer Frau von der ersten Liebe bis zum Tod des Ehemanns nachvollzogen wird. Das dargestellte Frauenleben entspricht den moralischen Normen des 19. Jahrhunderts der treuen und hingebungsvollen Ehefrau. 
Chamisso schrieb neun Gedichte, von denen Schumann alle außer dem letzten vertonte. Im Druck erschien das Werk 1843 im Verlag von Friedrich Whistling mit einer Widmung für den unverheirateten Freund Oswald Lorenz, dem stellvertretenden Chefredakteur von Schumanns Neuer Zeitschrift für Musik.

## Titel
- I. Seit ich ihn gesehen („Larghetto“; Originaltonart: B-Dur)
- II. Er, der Herrlichste von allen („Innig lebhaft“; Es-Dur)
- III. Ich kann’s nicht fassen, nicht glauben („Mit Leidenschaft“; c-Moll)
- IV. Du Ring an meinem Finger („Innig“; Es-Dur)
- V. Helft mir, ihr Schwestern („Ziemlich schnell“; B-Dur)
- VI. Süßer Freund, du blickest („Langsam, mit innigem Ausdruck“; G-Dur)
- VII. An meinem Herzen, an meiner Brust („Fröhlich, innig“; D-Dur)
- VIII. Nun hast du mir den ersten Schmerz getan („Adagio“; d-Moll)
- [IX. Traum der eignen Tage] (von Robert Schumann nicht vertont)

## Dramaturgie
Für die Interpretin stellt sich im Zyklus die Aufgabe, ein ganzes Leben vom ersten Liebesempfinden bis zum Tod des Gatten in weniger als einer halben Stunde darzustellen. Die Gedichte sind als Reflexionen für sich selbst gedacht und richten sich nicht direkt an das Publikum, obwohl sie in Ausnahmefällen auch ihren Ehemann direkt anspricht. In dem Kosmos dieses Liedzyklus gibt es nur das Ich und das Du, alles Leben außerhalb hat keine weitere Bedeutung.

## Musik
Der Gedichtzyklus von Chamisso hat durch die Vertonung von Schumann eine weite Verbreitung erfahren. Er unterstützt die Aussage der Lyrik mit einfacher, textnaher Melodik und differenzierter, empfindsam-lyrischer Klavierbegleitung. Die Melodieführung ist für die Stimme eines lyrischen Mezzosoprans gut geeignet.
Im Jahr 2005 ist eine Fassung für Orchester von Conrad Artmüller erschienen, sowohl in den Originaltonarten als auch in der transponierten Fassung für Alt.

## Rezeption
Während Liedzyklen wie Die schöne Müllerin und die Winterreise von Franz Schubert oder die Dichterliebe von Schumann zu den großen, mindestens halbstündigen Werken der bekanntesten deutschen Liedkomponisten der Romantik gehören, beschränkt sich Frauenliebe und -leben auf weniger als die Hälfte der Zeit. Engagierte Sängerinnen wie Lotte Lehmann, die 1940/41 als erste Frau die Winterreise komplett einspielte, Christa Ludwig und Jessye Norman haben sich bereits an die Interpretation der Winterreise gewagt, während bisher keine gültige Interpretation eines männlichen Interpreten für Frauenliebe und -leben auf einem Tonträger erschienen ist, obwohl mittlerweile auch männliche Altisten und Sopranisten heute die technischen Voraussetzungen haben, um diesen Zyklus zu bewältigen.